# Kloster Veszprémvölgy

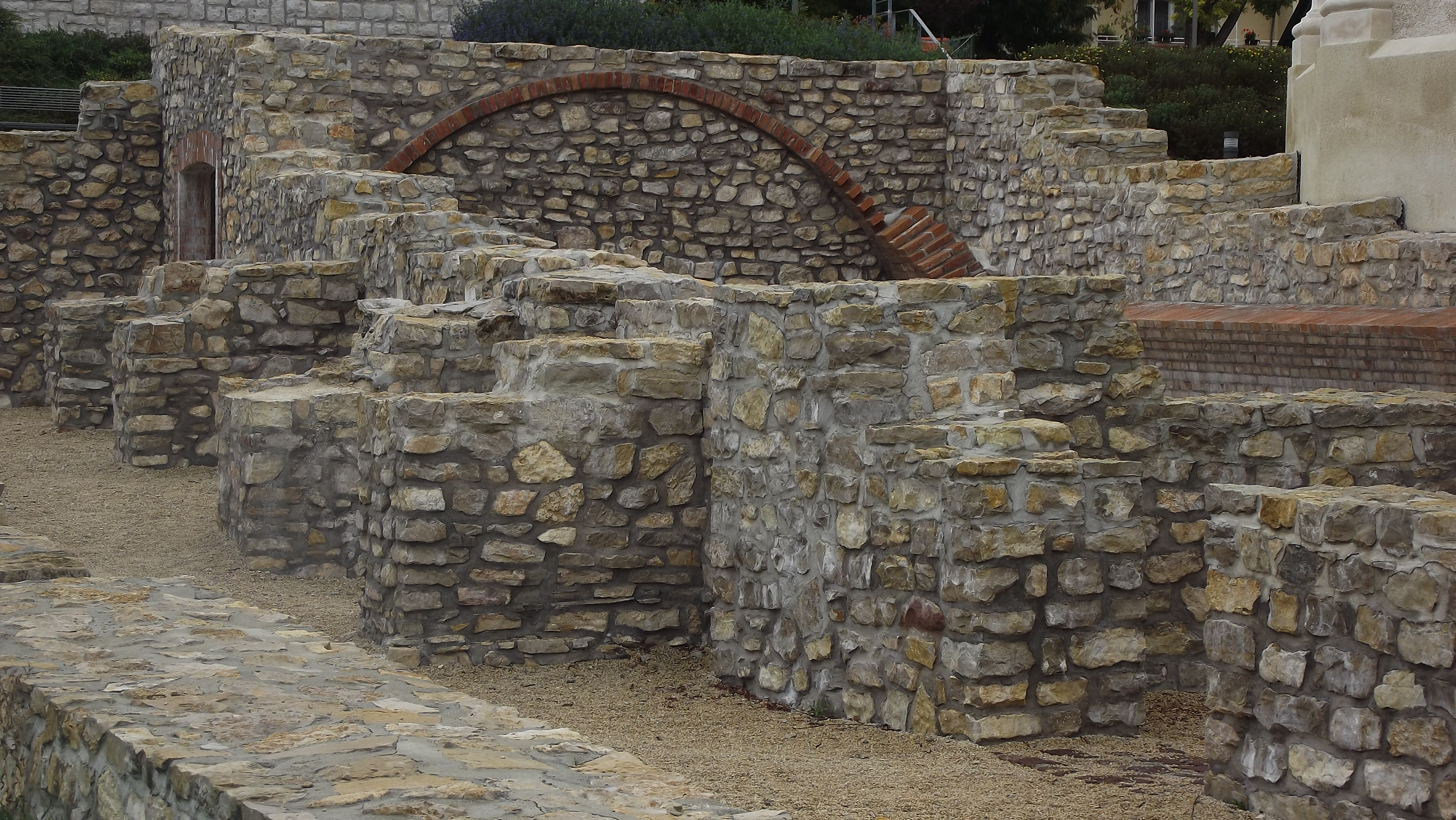
Zustand 2013

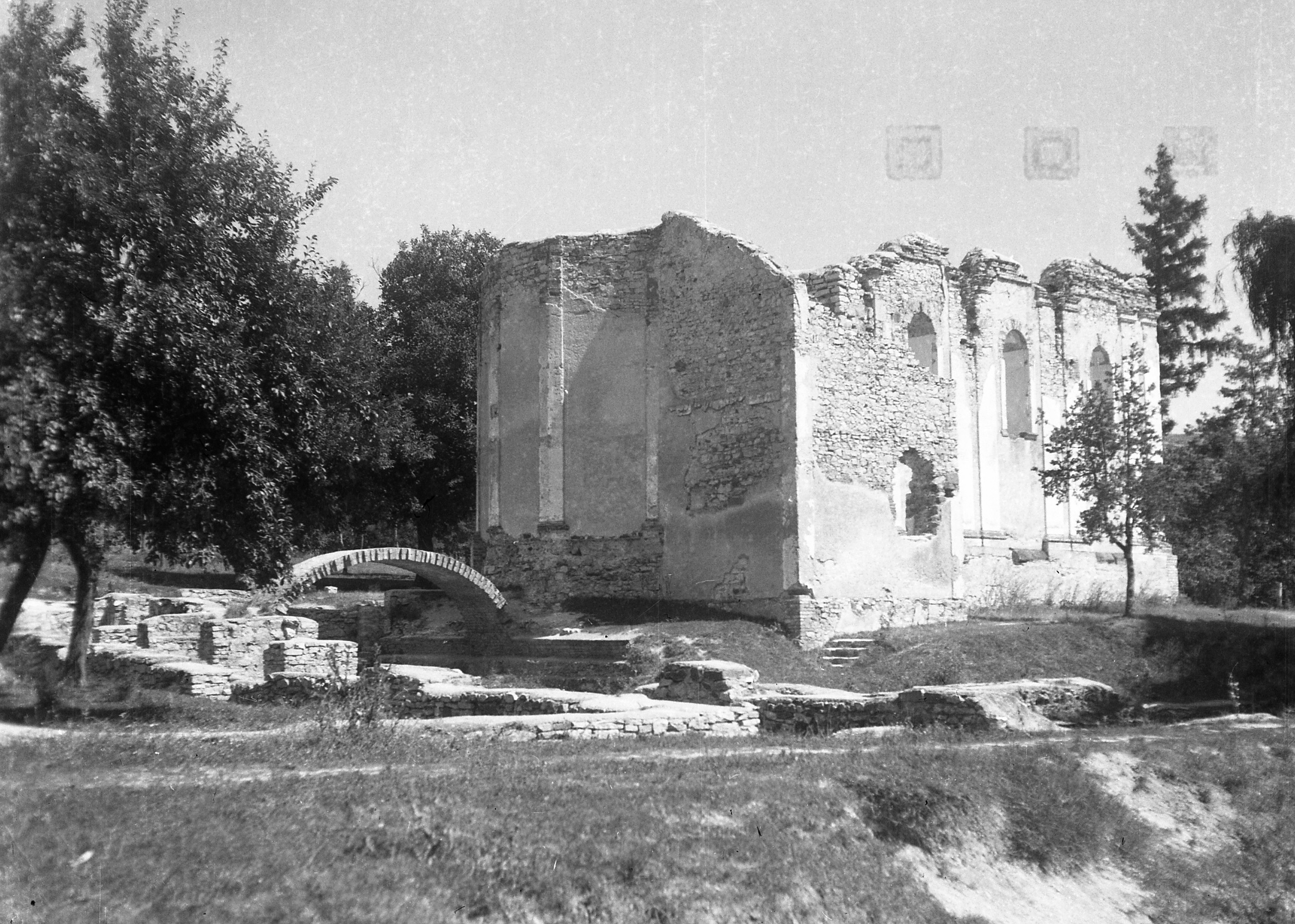
Zustand 1942

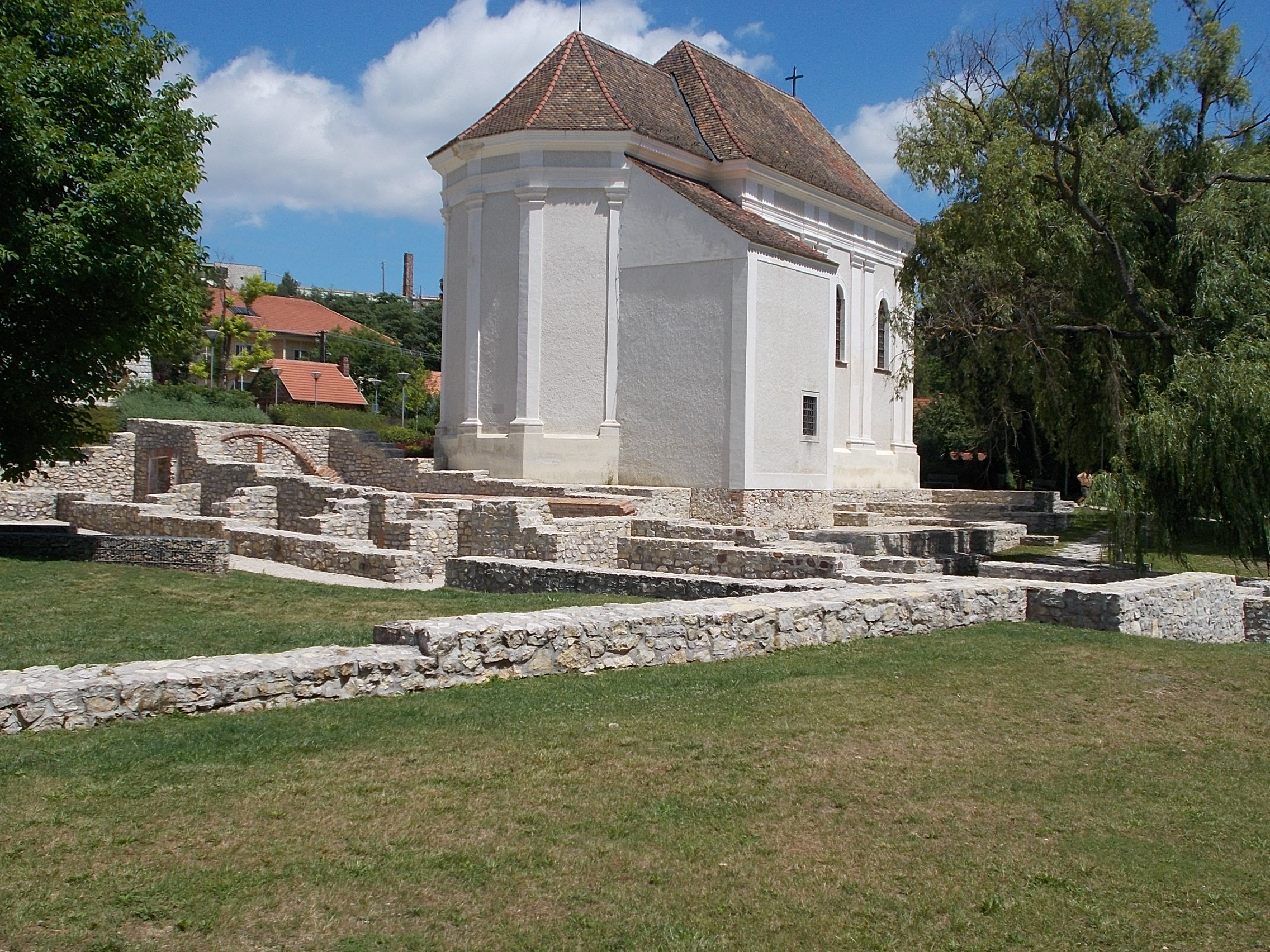
Kloster und Kirche 2016

Das Kloster der allerheiligsten Gottesmutter war ein Nonnenkloster in Veszprém in Ungarn. Es war vom 11. bis zum 12. Jahrhundert byzantinisch-orthodox, dann bis in das 16. Jahrhundert ein Zisterzienserinnenkloster.

## Lage
Die Klosteranlage befand sich am Fuße des Burgbergs von Veszprém im Tal (Veszprémvölgy). Heute sind die rekonstruierten Grundrisse des Klosters und eine barocke Kirche zu sehen.

## Geschichte
Die Entstehung des Klosters ist unklar. Nach einer Urkunde von 1109 soll es von König Stephan I. gegründet worden sein, was jedoch einige Fragen aufwirft. Die angebliche Gründungsurkunde soll wie auch die Abschrift von 1109 in einer griechischen und einer lateinischen Fassung ausgefertigt worden sein, was einmalig in der ungarischen erhaltenen Geschichtsüberlieferung ist.
In der Urkunde wurde dem Kloster der Besitz von neun Dörfern bestätigt. 1240 wurde es erstmals als Zisterzienserinnenkloster bezeichnet. Es gehörte zu den reichsten Nonnenklöstern Ungarns. 
1476 und 1524 sind Visitationen des Abtes von Pilis überliefert, was auf ein mögliches Unterstellungsverhältnis zu diesem Kloster deutet. 1538 (1543?) flohen die Nonnen vor den heranrückenden Türken nach Körmend im äußersten Nordwesten Ungarns. Das Kloster wurde 1553 zerstört.
1627 erhielten die Jesuiten in Győr die Reste der Klosteranlage. Sie errichteten ein Kollegium und begannen um 1644 mit dem Bau einer Kirche, die jedoch nicht fertiggestellt werden konnte, da sie 1773 als Orden aufgelöst wurden.
Von 1998 bis 2002 wurde die Anlage archäologisch untersucht und in den Grundrissen rekonstruiert. 2010 wurde die Kirche fertiggestellt und für die Nutzung durch mehrere Konfessionen geweiht. Sie wird heute meist als Veranstaltungsraum genutzt.